# Incitato

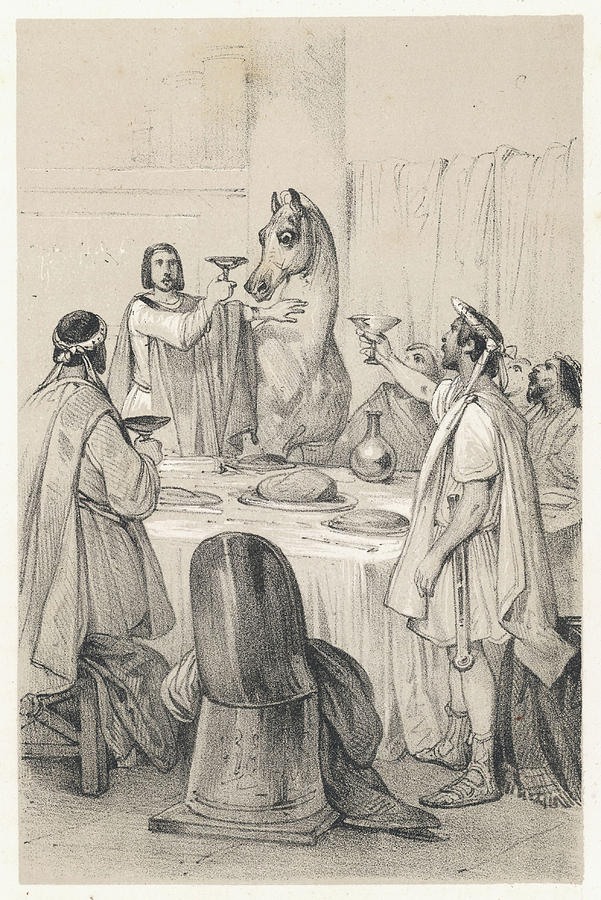
Calígula e Incitato, desenho de Jean Victor Adam

Incitato (em latim: Incitatus, "Impetuoso") era o cavalo preferido do Imperador Romano Calígula (reinando de 37-41 d.C.). Tratava-se de um cavalo de corrida trazido da Hispânia, de onde, na época, Roma importava cerca de 10 mil cavalos por ano.
De acordo com o escritor Suetónio na sua biografia de Calígula, Incitato tinha cerca de dezoito criados pessoais, era enfeitado com um colar de pedras preciosas e dormia no meio de mantas de cor púrpura (a cor púrpura era destinada somente aos trajes imperiais, ou seja, era um monopólio real). Foi-lhe também dedicada uma estátua em tamanho real de mármore com um pedestal em marfim. Conta a história que Calígula incluiu o nome de Incitato no rol dos senadores e ponderou a hipótese de fazer dele cônsul.